# 신성은
신성은(1990년 12월 24일 ~ )은 대한민국의 전직 스타크래프트 프로게이머이다. GosI[SungEun]라는 아이디를 사용하며, 종족은 테란이다.
2009년 하반기 드래프트에서 하이트 스파키즈의 3차 지명으로 입단하였다.
2010년 10월 하이트 스파키즈가 CJ 엔투스에 흡수 합병되면서 하이트 엔투스 소속이 되었다.
2011년 6월 은퇴가 공시되었다.

## 주요 기록
- 2009년 6월 제48회 스타크래프트 준프로게이머 선발전 입상